# AS Cannes Volley-Ball
AS Cannes Volley-Ball ist ein französischer Männer-Volleyballverein aus Cannes. Er spielt derzeit in der Pro A, der höchsten französischen Liga.

## Geschichte
Der französische Vizerekordmeister begann seine Erfolgsgeschichte zu Beginn der 1980er Jahre. Nach den drei Meistertiteln 1981 bis 1983 konnte der Club auch rasch international große Erfolge feiern. Im Jahre 1983 konnte man den zweiten Platz der Champions League erreichen, verlor das Finale nur gegen den damaligen Seriensieger VK ZSKA Moskau. Bereits 1981 konnte man den erstmals ausgetragenen CEV-Pokal, den kleinen europäischen Pokal, gewinnen – als bisher einziges Team Frankreichs. In den Folgejahren konnte man jedoch vorerst nicht mehr an die großen Erfolge dieser drei Jahre anschließen. Man musste sich mit dem Meistertitel 1986 sowie den Pokalsieg 1985, der ein Jahr zuvor eingeführt wurde, begnügen.
Zu Beginn der 1990er Jahre fand das AS Cannes wieder zur alten internationalen Stärke zurück. 1990 bis 1995 folgten vier weitere Meisterschaftsgewinne sowie zwei Pokalsiege. International feierte man vor allem im Europapokal der Pokalsieger Erfolge. 1993 musste man sich erst im Finale Mediolanum Mailand geschlagen geben, ein Jahr später belegte man den dritten Platz. Nach diesen Erfolgen stellte sich längere titellose Zeit ein. Paris UC begann damit, den französischen Volleyball zu dominieren. Kurioserweise nutze man den einzigen nationalen Titel der folgenden zehn Jahre – den Pokalsieg 1998 – zum bisher größten Vereinserfolg auf internationaler Ebene. Als erstes französisches Team konnte man im Pokal der Pokalsieger von 1999 über den italienischen Verein Alpitour Traco Cuneo im Finale triumphieren.
In der Saison 2005 konnte man den amtierenden Champions-League-Sieger Tours VB auf Platz zwei in der Meisterschaft verweisen. 2021 wurde man zum zehnten Mal französischer Meister. In der darauffolgenden Saison folgte der Abstieg in die Ligue B, aus der man zwei Jahre später wieder aufstieg.

## Kader
| Name               | Nr. | Nation      | Größe | Geburtsjahr | Position |
| ------------------ | --- | ----------- | ----- | ----------- | -------- |
| Kellian Motta Paes |     | Frankreich  | 1,90m | 2002        | Z        |
| Yuval Chansky      |     | Israel      | 1,86m | 2007        | Z        |
| Xander Ketrzynski  |     | Kanada      | 2,07m | 2000        | D        |
| Lukáš Démar        | 6   | Frankreich  | 1,99m | 1996        | AA       |
| Samuel Cohen       | 9   | Frankreich  | 1,95m | 2005        | AA       |
| Theo Mohwinkel     |     | Deutschland | 2,00m | 2002        | AA       |
| Timo Beriot        |     | Frankreich  | 2,04m | 2000        | AA       |
| James Weir         | 2   | Australien  | 2,04m | 1995        | MB       |
| Omar Biglino       | 12  | Italien     | 1,98m | 1995        | MB       |
| Marius Paumelle    | 15  | Frankreich  | 2,01m | 2003        | MB       |
| Jacob Ekman        | 18  | Schweden    | 2,10m | 2002        | MB       |
| Okan Demiryurek    | 10  | Frankreich  | 1,74m | 2002        | L        |

Positionen: AA = Annahme/Außen, D = Diagonal, L = Libero, MB = Mittelblock, Z = Zuspiel
Als Trainer in der Saison 2025/26 agiert der Kameruner Constant Tchouassi.

## Erfolge
- National
  - Französischer Meister: 1981, 1982, 1983, 1986, 1990, 1991, 1994, 1995, 2005, 2021
  - Französischer Cupsieger: 1980, 1981, 1985, 1993, 1995, 1998, 2007

- International
  - Europapokal der Pokalsieger: 1999
  - CEV-Pokal: 1981